# Madona de Gdansk
La Madona de Gdansk (en polaco: Madonna Gdańska) es una escultura de la Virgen María con el Niño Jesús venerada en la Capilla de Santa Ana en la Iglesia de Santa María, en Gdansk, Polonia. Se desconoce la fecha exacta de su ejecución, aunque teniendo en cuenta su encuadramiento en el género estilístico de las bellas Madonas, su creación podría fecharse en el primer tercio del siglo xv. Su autor también resulta desconocido, atribuyéndose la obra a un artista de Gdansk o Toruń.

## Historia
La escultura, fechada en el periodo 1400-1430, constituye una obra enteramente realizada en arenisca blanda. Entre 1515 y 1520 se creó el retablo en el que se venera actualmente, siendo en estas fechas cuando se agregó a la talla un halo brillante y una cadena de rosas en forma de arco con siete insignias redondas las cuales representan escenas de la vida de Cristo. Durante el barroco, la escultura fue nuevamente policromada, pintándose la túnica de rojo y dorado, el manto de azul con motivos en dorado y el cabello también en dorado, todo ello acorde a los cánones del momento. Originalmente, la Madona y su retablo se ubicaban al lado de un pilar en la parte sur del presbiterio, junto al altar mayor, el cual mostraba la Coronación de María, mientras que en el siglo xx la talla fue trasladada a la Capilla de San Rajnold. Durante la Segunda Guerra Mundial el altar fue desmantelado y la imagen escondida en el sótano de la iglesia, trasladándose el retablo, incompleto, al Museo Nacional de Varsovia tras el fin del conflicto bélico. Décadas después de haber sido expuesto de esta forma, el retablo fue devuelto al templo y la Madona incorporada a él, procediéndose además a la reconstrucción de las partes del mismo perdidas durante la guerra (incluidos cinco medallones con relieves de Stanisław Wyrostek y Marian Mróz).

## Leyenda
La Madona de Gdansk está asociada a una leyenda ambientada en un periodo indeterminado. Según esta leyenda, tras la muerte de un maestro alfarero, su taller, en el que trabajaban dos jornaleros, fue heredado por su joven viuda. Uno de los hombres se distinguía por su piedad, habilidades, diligencia y otras virtudes, mientras que el otro estaba lleno de vicios y se caracterizaba por su agresividad y su deseo indecoroso hacia la mujer. Un día se produjo una sangrienta pelea entre ambos, producto de la cual el jornalero pecador resultó muerto, siendo el otro detenido y encerrado en la sala de torturas de Gdansk a la espera de ser sentenciado a muerte. Las intervenciones de la viuda contra la imposición de la pena capital fueron inútiles, por lo que el hombre rezó desesperadamente pidiendo la intercesión de la Virgen María, quien se le apareció con el Niño Jesús bajo la apariencia de una mujer joven y hermosa. Como último deseo antes de morir, solicitó al ayuntamiento los materiales necesarios para poder elaborar una escultura con la que dar testimonio de su visión; la obra resultó ser tan hermosa que los jueces no podían creer que un asesino fuese capaz de crear tal belleza, por lo que el jornalero fue absuelto y finalmente se desposó con la viuda.

## Descripción
La escultura se caracteriza por poseer proporciones esbeltas, una pose forzada, y una apariencia dotada de sutileza y elegancia. La Virgen aparece representada como una mujer hermosa con rasgos faciales delicados, ojos azules y rizos dorados que asoman por debajo del velo. Con un rostro que irradia paz a la vez que alegría, María sonríe levemente y dirige su atención al Niño Jesús, quien le devuelve el gesto con otra sonrisa. Este vínculo queda enfatizado además por otros dos factores; María hace entrega de una manzana a su hijo y este extiende los brazos hacia ella.
La Virgen luce un atuendo negro de escote bajo decorado con motivos ornamentales dorados. Sobre su cabeza porta un velo blanco y una corona, mientras que sobre sus hombros lleva un manto azul oscuro con adornos dorados el cual se caracteriza por poseer patrones decorativos y estilizados: en el lado derecho, los pliegues adquieren una forma arqueada, mientras que a la izquierda, las telas forman una disposición con caída en cascada. María sostiene en su brazo derecho al Niño Jesús, quien, semidesnudo, trata de incorporarse apoyando su cuerpo contra el hombro de la Virgen. La talla del infante se distingue por sus espesos rizos dorados, la delicadeza de su anatomía, su rostro rechoncho y sus diminutos ojos azules.
El fondo de la estatua lo conforman un halo radiante y un arco de rosas con medallones entrelazados los cuales relatan la pasión de Cristo. La secuencia narrativa comienza con la escena de la Última Cena, seguida de la Oración en el huerto de Getsemaní, la Flagelación, la Coronación de espinas, el Despojo de las vestiduras, la Crucifixión y la Lamentación. Por su parte, bajo el techo del retablo destaca un medallón representativo de la Santísima Trinidad en el cual figuran tres hombres sentados en un trono tomados de la mano y unidos por un halo. En la parte inferior, a ambos lados, destacan a su vez dos grupos de figuras orantes que representan a la Iglesia como Pueblo de Dios; a la derecha, el clero en todas sus jerarquías, y a la izquierda, los laicos de todas las clases sociales. Adicionalmente, en las esquinas superiores hay imágenes de San Adalberto y San Francisco.

## Análisis
La Madona de Gdansk constituye un ejemplo de la escultura gótica de las primeras décadas del siglo xv, concretamente de la corriente artística de las bellas Madonas, propia del estilo bello. Además de la temática, el estilo en sí se evidencia por el trato delicado, la idealización de los personajes, la fluidez de los gestos, las poses, la suave disposición de los pliegues y la elegancia en su conjunto.
En la historiografía artística, la Madona de Gdansk ha sido objeto de numerosos debates sobre su estilo, la procedencia del escultor y la fecha de la imagen. Con base en esto, la obra ha sido tradicionalmente encuadrada en un amplio contexto artístico así como en un marco temporal (entre 1410 y 1435). Existe consenso entre los expertos acerca de que la escultura fue elaborada en Gdansk debido al empleo de piedra artificial, algo común en el arte local, y a la falta de vaciado en la parte posterior de la talla, práctica habitual en imágenes destinadas a ser transportadas.
Debido a algunas características comunes en el estilo de la elaboración de las figuras y las prendas, la Madona de Gdansk se atribuye a un escultor perteneciente al círculo del Maestro de la Bella Madona de Toruń, vinculado al entorno checo y creador de una nueva fórmula estilística basada en la corriente parleriana. Se presume que este artista también ejecutó la Piedad de la principal iglesia parroquial de la ciudad (actualmente ubicada en la Capilla de San Rajnold), el Cristo del altar de los Apóstoles (en la Capilla de San Martín), la Madona del altar de los Santos Cosme y Damián (a día de hoy en el Museo Nacional de Varsovia) y el grupo de la Crucifixión de la Capilla de las Once Mil Vírgenes. La tradición de tallar bellas Madonas fue posteriormente adoptada por escultores asociados a la cultura burguesa, lo que dio lugar a numerosas creaciones por parte de la Liga Hanseática (incluida la Madona de Junga de la Iglesia de San Nicolás de Stralsund, destruida en 1942 y reemplazada por una reconstrucción de la Madona de Darsowa de la Iglesia de Nuestra Señora de Lübeck). También se crearon figuras de corte similar en Francia (principalmente en los talleres de París) y los Países Bajos (incluidas las Madonas de Amberes y Ankeveen, ahora en la colección del Museum Catharijneconvent en Utrecht).
Investigaciones recientes han cuestionado la relación de la Madona de Gdansk con las primeras bellas Madonas así como con las primeras obras hanseáticas, estableciendo por otro lado vagas conexiones con las Madonas francesas y holandesas, independientemente de la belleza artística propia de las tendencias checa, silesia y pomerana. Con base en esto, el origen de la Madona de Gdansk se situaría en un periodo más tardío, en torno a 1430-1435. La investigación más reciente ha demostrado la existencia de conexiones directas con el arte holandés, principalmente con la Madona de Ankeveen, reflejo de la escultura de la Madona de Gdansk, confirmándose la ejecución local de la figura y encuadrándose su taller bajo la influencia holandesa.